# John Rogan
John William Rogan (Condado de Sumner, Estados Unidos, 16 de febrero de 1868-ibidem, 12 de septiembre de 1905) fue un hombre estadounidense que alcanzó una altura de 2,67 m (8′ 9″), convirtiéndose en la segunda persona más alta de la historia después de Robert Wadlow, también estadounidense, y que alcanzó 2,72 m (8′ 11″) de estatura.

## Biografía
John Rogan nació en el condado de Sumner, Tennessee, entre 1865 y 1868, el cuarto de los doce hijos de un antiguo esclavo afroamericano. Comenzó a crecer muy rápidamente a la edad de 13 años, lo que le causó anquilosis. Después de haber sido capaz de caminar sólo con muletas, desde 1882, no podía estar de pie ni caminar. En 1899, poco antes del desarrollo total de la anquilosis, había llegado a una altura de 2,67 m (8′ 9″), lo que le convirtió en la persona más alta del mundo de la que se tenían evidencias irrefutables en ese momento. Sin embargo, sólo llegó a pesar 79 kg (174 lb), un peso ideal para un hombre de 1,80 m (5′ 11″).
La enfermedad le dificultó y, finalmente, acabó con su capacidad para caminar, lo que le obligó al uso de un pequeño carro tirado por una pareja de cabras, apareciendo a menudo en los periódicos, refiriéndose a él como El gigante negro. Era siempre el centro de atención, a menudo conocido por su voz muy profunda y actitud lúdica. A pesar de que no podía trabajar, se ganaba la vida con la venta de retratos y postales de sí mismo en la estación de trenes. Aunque recibió ofertas, nunca quiso exhibirse en espectáculos de rarezas.

## Medidas
Sus manos medían 30 cm de largo y sus pies 41 cm de longitud. Se le midió en varias ocasiones sentado, y continuó creciendo hasta su muerte. La altura de 2,67 m (8′ 9″), con la que está registrado en el Libro Guinness de los récords, quedó constatada al medirle después de muerto.

## Muerte
Rogan murió en 1905 debido a complicaciones de su enfermedad. Su cuerpo fue enterrado en el patio de la familia bajo una capa de cemento para evitar que los científicos hicieran la exhumación y el examen de su cuerpo.